# 宇宙戦艦ヤマト2
『宇宙戦艦ヤマト2』（うちゅうせんかんヤマト2）は、1978年10月14日から1979年4月7日まで、日本テレビ系で放送されたアカデミー製作、讀賣テレビ放送制作のテレビアニメである。通称「2」「ヤマト2」。放送時間は、毎週土曜19:00 - 19:30(JST)。全26話。

## 作品解説
「宇宙戦艦ヤマトシリーズ」第4作目で、テレビアニメとしては第2作目。シリーズ第3作の劇場用アニメ作品『さらば宇宙戦艦ヤマト 愛の戦士たち』（以降、『さらば』）のテレビアニメ化作品であり、地球と白色彗星帝国の戦いを描く。

### 企画経緯
本作の製作が最初に報じられたのは、『さらば』の劇場公開以前の1978年6月25日に発行された「ヤマトファンクラブ本部」会報第4号である。
テレビアニメ化の理由は『さらば』の劇場公開に間に合わない関係の商品展開をバックアップする目的と云われている。また、『宇宙戦艦ヤマトの時代』（井上静、世論時報社、2012年、ISBN 978-4-915340-81-9）では、「さらなる続編制作のため」との記述もある。
プロデューサーの西﨑義展は、続編である『宇宙戦艦ヤマト 新たなる旅立ち』の資料本で、自身と松本が互いにヤマトに対して異なるテーマを持っており、『さらば』の結末を巡ってもめたため、『さらば』と本作を並行して製作することになったと述べている。西﨑は、「映画は時間的に短編小説的なところがあり、ひとつのテーマをもとに一気呵成に集約化を目指す必要があるため、『さらば』のテーマを描ききるうえで主人公が消えるという結末以外は考えられなかったが、テレビシリーズは表現にバリエーションを持たせることが可能なため、同じテーマでさえあれば結末での主人公の生死はそこまで重要ではないだろうとして、『ヤマト2』の進行を松本に任せた」という節を述べている。

### プロダクション
第1作『宇宙戦艦ヤマト』を製作した株式会社オフィス・アカデミーは、同作終了と同時に制作スタジオを引き払っており、また劇場版『宇宙戦艦ヤマト』は総集編のため現場スタジオは設けられず、『さらば』は配給元系列の東映動画を制作現場としていたため、長らく自社スタジオを持っていなかった。そのため、本作の製作にあたり、第1作以来の自社スタジオとして「アカデミー製作」が1978年9月に設立された。
本作は『さらば』と並行して制作されており、メインスタッフはそちらに掛かり切りだったため、『さらば』完成以前の制作初期は脚本と絵コンテの作業しか進まず、本格的な制作が始まったのは放送開始日の2か月前からと、スケジュールは第1作当時を彷彿とさせる過酷さだったという。実際にアフレコでは、第1話の時点で262カット中82カットが、画が未完成てカットの時間だけ合わせた「白味」と記された台本が残っており、第5話では『さらば』からの流用部分以外はほぼ全てのカットが未完成だったとされる。
アカデミー製作の現場にはオフィス・アカデミー、オカスタジオ、アーツプロ、ジャストの4社からスタッフが出向。さらに作画面ではタイガープロ、スタジオメイツ、アニメルーム、オカスタジオの4社の作画班によるローテーションが組まれており、合計7社のスタッフが合流して制作された。
作画監督としては、第1作から白土武（タイガープロ）と小泉謙三（スタジオメイツ）が引き続き担当しており、白土がタイガープロ班、小泉がほか3班を担当した。また、以降のヤマトシリーズに作画監督として深く関わることになる宇田川一彦（アニメルーム）も、本作の後半からアニメルーム班の作画監督を担当するようになる。なお、同じく第1作で作画監督を務めていた芦田豊雄、岡迫亘弘、小川隆雄の3名は、それぞれほかの作品に掛かりきりだったため、本作には不参加となっている。

### 『さらば』との結末の差異
単純に『さらば』が長編化されたわけではなく、設定の細部や結末はそれと異なったものが用意された。特に異なっているのは結末で、『さらば』では主人公の古代進とその乗艦の宇宙戦艦ヤマトは白色彗星帝国の超巨大戦艦と相討ちの形で滅び去るのに対し、本作では最終的には古代もヤマトも生き残ることになる。これにより、古代進が再登場するシリーズの後発作品は本作のストーリーを受け継ぐこととなる。
『さらば』と本作の結末が大きく異なることについては、以下の2つの見解がある。
- 監督の松本零士は戦争の記憶の残る時期に発表された前作において「目的を果たし、生還する」というメッセージ性を強く意識しており、『さらば』の結末については特攻を美化するとして良しとせず、「生き残って再建の苦しみを描くべき」と主張した。そのため、後に本作が製作されることになる[8]。そして製作にあたりスタッフに「若者は死んではいけない」というメッセージを送った[9]。この見解は、上記の西﨑が述べた製作経緯からも読み取れる。
- ノンクレジットで本作のストーリー構成を手掛けた安彦良和によると、『さらば』がヒットした結果、製作側は「もっと続編が作りたくなっちゃって、また生き返らせろというんですよ（笑）」としている。安彦は反対したものの、結局は主要キャラクターを生存させてその後の続編にもつなげることができる本作が制作された[10]。「死んだはずのキャラクターをどうやって生き返らせるか」の案は安彦と脚本陣の話し合いで考え出された。

### 反響・続編
視聴率的には好調で、平均視聴率は22.9パーセント、最高視聴率は第26話で27.7パーセント（ニールセン調査）及び26.7パーセント（ビデオリサーチ調査）を記録した。ちなみに、これは全シリーズ中最高視聴率である。関連玩具の売上も高くメインスポンサーである野村トーイからはアカデミー製作に放送延長の希望も出されたが、当初から全26話予定のために放送延長はなされなかった。
西﨑は、本作に対して「ヤマトのテーマが薄れてしまっている」と感じており、さらに、本作で新しく生まれた第二世代のファンからの続編要望などもあったため、続編としてテレビスペシャル『宇宙戦艦ヤマト 新たなる旅立ち』（以降、『新たなる旅立ち』）が企画されることになる。ちなみに、本作のヤマト発進が西暦2201年11月4日で、テレザート星への到着に50日程度を要しているため、最終話までには西暦2202年に変わっているはずだが、本作の1か月後から始まるという設定の『新たなる旅立ち』の放送にあたり、西崎プロデューサーは「登場人物に年を取らせたくないため、西暦2201年にする」とコメントしている。

## ストーリー
西暦2201年、ガミラス帝国による人類滅亡の危機から逃れた地球は、その勢力圏を太陽系全体にまで広げるほど復興・発展していた。地球防衛軍も新型艦が次々配備される中、人類を救う大役を終えたヤマトは、艦長代理である古代進の下、太陽系外周艦隊旗艦として辺境警備の任に就いていた。その任務を終え、地球へ帰還しようとしていたヤマトは、正体不明の航空部隊の奇襲を受ける。さらに同時に、謎の強力なエネルギーが流れ込んでくる。
地球に帰還した古代が真田志郎とともに記録したエネルギーを解析すると、それは宇宙からの救援メッセージだった。さらに同時期、地球へ向かう巨大な白色彗星の存在が確認される。謎の奇襲・謎のメッセージ・巨大彗星と、同時期に起こった3つの現象に関係性を感じた古代たちは、新たな危機として防衛軍上層部へ進言するが、平和に慣れきった高官たちは耳を貸さなかった。堕落した上層部に見切りをつけた古代は、旧ヤマト乗組員を招集し、ヤマトを無断で発進させる。
発進したヤマトは、古代の恩師である土方竜が駆る最新鋭艦アンドロメダの追撃を受けるが、古代たちの決意を汲んだ土方に見逃される。その後、太陽系辺境の第11番惑星において以前ヤマトを襲撃した敵部隊と遭遇・交戦し、第11番惑星基地から斉藤始率いる空間騎兵隊を収容し、太陽系を離脱する。
再び宇宙からのメッセージを受信すると、航海班長の島大介は、より詳細な情報を得るため自らその通信を担当する。通信の結果、発信源の星テレザートと発信者テレサの名が判明。何度も通信を重ねた島とテレサは、やがて互いを慕うようになる。そして、ヤマトがテレザートへ辿り着くと、古代たちはテレサと邂逅し、大帝ズォーダー率いる白色彗星帝国の存在を教えられる。しかし、テレサはそれ以上の協力はしてくれなかった。テレサは、かつてテレザートで起こった戦争の終結を祈った結果、無自覚だった自身の不思議な力で、テレザートを滅ぼしてしまったことを島に打ち明ける。島に別れを告げ、テレザートへと残ったテレサは、島のためにテレザートを爆発させ、接近する白色彗星を道連れにしようとする。彗星の破壊には失敗したが、時間稼ぎには成功し、ヤマトは太陽系へと帰還する。
太陽系へ帰還したヤマトは、アンドロメダ率いる地球艦隊とともに彗星帝国艦隊と交戦し、苦戦しながらも勝利する。しかしその直後、白色彗星がワープで出現し、損傷したヤマトは戦線を離脱。地球艦隊は拡散波動砲一斉射で彗星を破壊するが、その中から巨大な都市帝国が無傷で現れ、その攻撃で地球艦隊は壊滅し、土方もアンドロメダと運命を共にする。彗星帝国は地球への無条件降伏を勧告し、地球はこれを受諾するが、ヤマト乗組員は土方が残した言葉を胸に、降伏を拒否し、彗星帝国への徹底抗戦を決める。
都市帝国との戦闘に臨んだヤマトは、都市帝国内部へと突入して動力炉を破壊し、都市帝国を撃破する。しかし、都市帝国の中からさらに超巨大戦艦が出現。もはや戦う力も残っていないヤマトはなすすべもなく、乗組員を退艦させ一人残った古代は、自らの無力に苦悩した末、ヤマトで超巨大戦艦へ特攻することを決意。古代と最期まで一緒にいたい雪とともに超巨大戦艦へと向かうが、その目の前にテレサが現れる。ヤマトの戦う姿に動かされたテレサは、自らの全ての力を使って超巨大戦艦へと突撃し、ともに消滅する。
テレサの最期を見届けた古代たちは、生きて美しい地球を作っていくことを誓い、地球へ帰還した。

## 主な登場人物

### 地球防衛軍

#### ヤマト乗組員
最終話で、真田、佐渡を含む16名（佐渡の確認人数「18名」より）が救命艇で地球へ帰還するが、古代は救命艇の発進直前に艇から飛び降りヤマトに残り、また、森雪もヤマトに残っていた。しかし上記のテレサの説得により島を含めて3人がヤマトで帰還している。よって19名が無事帰還している。
古代進（こだい すすむ）
ヤマト艦長代理として辺境警備に当たっていたところ、彗星帝国のナスカ艦隊に襲撃され、その存在を感知する。平和に慣れきり、機械文明化が進む地球に疑問を抱いている。新たな地球の危機に対処しない上層部に見切りをつけ、再びヤマトを出撃させる。
最終話での超巨大戦艦に対する、ヤマトと自身の命を賭けた攻撃を自ら思いつくが、それは沖田十三の教えに反していることも認めていた。その後、島を連れて現れたテレサによる説得で思いとどまる。
森雪（もり ゆき）
ヤマトの生活班長。古代との結婚を控えていたが、ヤマトの無断発進でお流れとなる。それでも古代といたい一心で、ヤマトに無断で乗艦。古代に見つかり互いの想いを確かめた後、再びヤマト生活班長の職務に就く。
都市帝国戦で死亡せず、生きて古代とともにヤマトで特攻しようとしたが、テレサの説得で思いとどまり、地球へ帰還する。
島大介（しま だいすけ）
ヤマトの航海班長。本作ではテレサとのラブロマンスが追加されている。デスラー艦との戦闘中、ヤマト甲板上で銃撃をうけ宇宙空間に放り出され行方不明となり、それ以降のヤマトの操舵はアナライザーが担当することになる。その後、テレサに救助された島は生還する。
真田志郎（さなだ しろう）
ヤマトの技師長。都市帝国攻略作戦では、敵の銃撃で義足を破損したため、動力炉にたどりつけなかったが、動力炉の爆破方法を斉藤始に指示していた。その後、古代とともにヤマトに帰還する。
超巨大戦艦による猛攻を受けたヤマトからの退艦時、古代に「我々はデスラーに見習い、たとえ地球に住めなくなっても生き延びなければならない」と語っている。
佐渡酒造（さど さけぞう）
ヤマトの艦医。艦内では徳川に次ぐ高齢であり、古代や斉藤を諭すなど年長者としての振る舞いを見せる。
都市帝国戦で死亡せず、ヤマトからの退艦時、古代に「どんなことがあっても生き延びよう」と語りかけていた。
斉藤始（さいとう はじめ）
第11番惑星基地の守備隊長として登場、白色彗星帝国前衛艦隊に敗北し、生存していた空間騎兵隊と共にヤマトに救出される。
都市帝国の動力炉爆破のため斎藤が1人残り、都市帝国動力炉に爆弾を仕掛け起爆させる。
新米俵太（あらこめ ひょうた）
本作のみの登場人物で、ヤマトの新乗組員。周囲からは「あらこめ」と呼ばれず、「しんまい」と呼ばれている。
空洞惑星からの脱出方法（重力アンカーを外して波動砲を撃つ）や都市帝国下半部の戦闘機発進口の特定に成功するなどの活躍を見せる。

#### その他の地球人
土方竜（ひじかた りゅう）
「竜」という名前は本作が初出となる。
地球防衛軍連合艦隊司令長官と兼任の旗艦アンドロメダ艦長として登場する。第1話でヤマトとアンドロメダが航路優先権でお互い譲らずにニアミスし、その後、第2話で古代進がアンドロメダに呼び出され、かつて宇宙戦士訓練学校の教官であった土方に再会する。
連合艦隊を率いて、土星空域で彗星帝国艦隊との決戦に臨む。
地球防衛軍司令長官
名前はまだ設定されていない。防衛軍上層部では数少ないヤマトの理解者で、ヤマト無断発進時にも、防衛軍責任者として最低限の対応をしつつも、できる範囲で支援していた。
参謀
地球防衛軍の参謀で、劇中では長官の側近的な立ち位置。長官とは対照的に軍の規律に厳しい性格で、ヤマト発進を断固阻止しようとする。

### 白色彗星帝国
サーベラー、ゲーニッツ、バルゼー、ミルのキャラクターデザインが変更になったほか、白色彗星帝国側の登場人物の服装のデザインが全面的に変更になっている。
ズォーダー
白色彗星帝国を統べる大帝。非常に尊大な性格だが、同時に正々堂々とした人物でもあり、デスラーなど強い信念を持つ者には敬意を払う。
サーベラー
帝国大幹部の1人で、帝国支配庁長官。『さらば』の白髪・レオタード姿から、黒髪・ドレス姿へと変更された。デスラーによって自らの地位が危うくなることを恐れ、ゲーニッツと共謀し、デスラーを陥れる計画を企てる。しかし、捕えたデスラーには逃亡され、ズォーダーにも計画が露呈し叱責される。
ヤマトと都市帝国の攻防では、慢心から対処を怠り、都市帝国壊滅の要因を作ってしまう。その結果ゲーニッツ・ラーゼラーとともにズォーダーから見捨てられ、都市帝国と運命をともにする。
ゲーニッツ
帝国大幹部の1人で、総参謀長兼艦隊総司令。『さらば』では地球防衛軍の参謀と似たデザインだったが、本作では恰幅が良く禿げ頭と大きな髭が特徴のデザインへと変更された。
サーベラーと共謀し、デスラー追い落としの計画を企てる。
ラーゼラー
帝国大幹部の1人で、帝国支配庁・宣伝軍事総議長。大幹部3人の中では唯一服装以外のデザインが変わっていない。
部下にザバイバル率いる突撃格闘兵団ヘルサーバーがいる。ゲーニッツと異なりデスラー追い落としの計画に加担している明確な描写がなく、出番は多くない。
バルゼー
シリウス・プロキオン方面軍司令。部下にナスカやゲルンがいる。
地球へ侵攻し、アンドロメダ率いる地球艦隊と交戦。火炎直撃砲で優位に立つが、土方の策略により艦隊陣形を乱され、地球艦隊の猛反撃により艦隊が壊滅し、自身も戦死する。
ゴーランド
ミサイル艦隊司令。部下にデスタールがいる。
テレザート星方面指揮官であるデスラーの麾下にあるが、彗星帝国生え抜き軍人としてのプライドから反抗し、独自の作戦でヤマトを迎え撃つ。エネルギー吸収特性を持つ流星帯の対岸でヤマトを待ち伏せしていたが、真田の発明品によりエネルギーを回復したヤマトの波動砲で艦隊もろとも消滅した。
コズモダート・ナスカ
本作のみの登場人物で、バルゼーの部下の前衛艦隊司令。
太陽系への潜入・破壊工作や、第11番惑星に前線基地を築くことを主任務としていた。ヤマトと最初に交戦するが、2度目の戦闘で大敗し、3度目の雪辱戦で戦死する。

### ガミラス帝国
デスラー
『さらば』では白色彗星帝国に身を寄せた経緯は詳しく描かれなかったが、本作では死亡して宇宙空間に漂っていたところを彗星帝国の先遣部隊に救出され、蘇生医療を施されたという描写が付け加えられている。また、『さらば』とは違って、白色彗星帝国に同盟国の賓客として迎えられている。
ズォーダー以外の彗星帝国の人間とは折り合いが悪く、上述の通りサーベラー達の策謀によって捕えられるなど、彗星帝国側のストーリーの中心的人物になっている。
ヤマトとの最終決戦では、死亡はせず、森雪に対してガミラス本星戦を暗喩的に持ち出して都市帝国本体の攻略方法を教え、去っていく。
タラン
デスラーの側近。キャラクターデザインが『宇宙戦艦ヤマト』『さらば』とは変更されており、以後のシリーズにおけるタランの容貌として踏襲されている。

### テレザート
テレサ
宇宙全体に対し、白色彗星帝国による危機を伝えるメッセージを送っていた女性。本作では反物質人間から反物質を操ることができる超能力者に設定が変更され、身なりも青いドレス姿となっている。島大介と恋愛関係になるほか、宇宙空間で救助した島に輸血し、看護するシーンがある。
超巨大戦艦に対してヤマトと自身の命を賭けた攻撃を行なうことを決意した古代の前に、島を連れて現れ「勝って帰るより、負けて帰るほうが勇気のいる行為」と、止めるように説得。そして自分の愛した島を地球に連れて戻って欲しいと、古代と雪に預け、自ら操る反物質と共に超巨大戦艦を消滅させる。

## 主な登場兵器

### 地球防衛軍
宇宙戦艦ヤマト
ヤマトシリーズの主役艦。イスカンダルから帰還し、地球を救った後、外周艦隊旗艦として辺境警備についていた。最新艦に劣らぬよう改装が行われるが、その過程で防衛軍首脳部はアンドロメダ並に自動制御化することを目論み、古代はこれに反対する。結局ヤマトの無断発進により自動化は行われなかった。
本作では艦長職がいないため、古代を艦長代理として一応の指揮官としつつも、島や真田など他の乗組員と相談しながら航海計画を決める合議制となっている。
アンドロメダ
地球の最新鋭艦で、地球連合艦隊の旗艦。艦長は艦隊司令でもある土方竜。
地球艦で最高の性能を持つが、防衛軍の方針により極端な自動化がなされており、性能で勝るヤマトに対し乗組員の練度の違いで出し抜かれることもある。真田は本艦を「『戦艦』ではなく『戦闘マシン』」「（極端な機械文明を推し進める）今の地球そのもの」と酷評している。
主力戦艦
巡洋艦
駆逐艦
パトロール艦
護衛艦
上記5艦種はいずれも地球連合艦隊の構成艦。
地球側空母
本作初登場。主力戦艦を改造した艦で、艦後部が飛行甲板になっている。
第20・21話に登場。土星での地球艦隊とバルゼー艦隊の決戦において、ヤマトを旗艦とした機動部隊を編成し、敵機動部隊を攻撃する。
コスモタイガーII
地球防衛軍の最新鋭戦闘機。現在の主力機で、三座タイプや雷撃機といったバリエーションも存在する。
コスモゼロ
地球防衛軍の戦闘機。現在ではヤマトにのみ搭載されている。

### 白色彗星帝国軍
メダルーザ
本作初登場の戦闘艦。バルゼーの乗艦であり、地球侵攻軍の旗艦を務める。
エネルギーを直接目標へ転送して攻撃する最新兵器「火炎直撃砲」を装備しており、アウトレンジ攻撃を得意とする。
第18話〜第21話に登場。主力艦隊を率いて太陽系に侵攻し、アンドロメダ率いる地球連合艦隊と交戦。火炎直撃砲で優位に立つが、土星の環に誘い込まれ、火炎直撃砲の高熱で蒸発した氷塊の乱気流で陣形を崩されたところに反撃を受け、最終的に地球艦隊の集中砲火により撃沈する。
大戦艦
アンドロメダを超える大きさを持つ彗星帝国の主力戦艦。
第1話を始め各所に登場する。基本的にやられ役だが、艦橋部に装備した「衝撃砲」で地球のヒペリオン艦隊を殲滅する活躍も見せている。
ミサイル艦
ビーム兵器を持たず、全身に無数のミサイルを外装した戦闘艦。
本格登場は第8話〜第10話。いずれもゴーランド艦隊の所属で、ヤマトのテレザートへの航海を阻止しようとする。最後はヤマトの波動砲により全滅した。
駆逐艦
彗星帝国の主力駆逐艦。
第18話で初登場。『さらば』でのような快速を生かした奇襲戦は本作では見られないが、バルゼー艦隊を始め随所に登場する。
高速中型空母
彗星帝国の主力空母。艦隊旗艦を務めることもある。
第1話〜第6話まで、ナスカ艦隊の旗艦として登場。第18話で再登場し、プロキオン方面軍所属艦が多数登場した。
超大型空母
彗星帝国の主力空母。艦体上下に2つずつ、計4つの飛行甲板を持つ。
本編中での初登場は第18話。プロキオン方面軍に所属し、太陽系侵攻の際には機動部隊の旗艦を務めた。

### ガミラス残存艦隊
デスラー艦
ガミラス残存艦隊の旗艦。艦首にデスラー砲と瞬間物質移送器を装備している。
第2話から登場。地球付近でのヤマトとの決戦において白兵戦を仕掛けられて大破。そのまま放棄された。
戦闘空母
ガミラスの新鋭空母。艦長はバンデベル。
第11・12話に登場し、宇宙ボタルの影響で戦闘機能が麻痺したヤマトへ攻撃を仕掛けるも、止めを刺そうと言うときに自艦も宇宙ボタルのせいで戦闘機能が麻痺。直後にヤマトの反撃で損傷し撤退する。
駆逐型デストロイヤー艦
高速巡洋型クルーザー
駆逐型ミサイル艦
シュルツ艦
三段空母
ヤマトへの復讐のためにデスラーの下へ終結した残存艦。三段空母の1隻はヤマトとの最終決戦後にデスラーの仮の座乗艦となり、艦隊を率いて去って行った。

## 登場勢力
地球連邦
ガミラス戦役後に発足した連邦国家。地球本土の復興をほぼ達成し、その版図を太陽系の第11番惑星付近まで拡大。各惑星から採掘した資源により目覚ましい発展を進めている。
地球防衛軍
ガミラス戦役後に再編され、波動砲装備の戦艦を数十隻擁するほどの戦力を持っている。反面、地球の軍事力に対する慢心と平和への慣れにより、危機感が薄れている。また、本作では上層部はガミラス戦でのヤマトの勝利を、乗組員の努力などを考えず艦の性能のみによるものだと判断し、極端な戦闘艦船の自動化を推し進めている。
白色彗星帝国
正式名称は「ガトランチス」。巨大な白色彗星で旅をし、進路上の星々を破壊あるいは侵略していき、全宇宙の制覇を目指している。
本作ではアンドロメダ銀河を手中に収め、次なる目標として銀河系を定め、地球を足掛かりとして侵略しようとしたことが語られる。また、組織構造についても深く触れられ、ズォーダーを頂点としながらも、その下位の幹部たちの間では政争が繰り広げられており、さらにデスラーの登場で一層激しさを増している。
ガミラス帝国
第1作での主敵だった国家。ヤマトとの戦いで滅んだが、彗星帝国へ身を寄せたデスラーを中心として残存勢力が集結し、ヤマトへの復讐とガミラス再建を目指す。
『さらば』ではガミラスの生き残りはデスラーとタランの2名のみで、彗星帝国の傘下に入っていたが、本作では他にも多数の残存勢力が存在し、彗星帝国の同盟国となっている。
テレザート
銀河系外縁に存在する惑星。特殊な重力場を持った空洞惑星であり、地表は生命の生存には適さないが、地底には巨大な空洞が広がっている。かつては宇宙を旅する者の中継地として栄えていたが、利権争いなどにより戦争が勃発。戦争終結を祈ったテレサとテレザリアムの力により逆に滅びてしまう。現在では地下に大規模な廃墟が残るのみとなっているが、とある鍾乳洞の中にはテレサの住むテレザリアムが存在しており、そのほかにも都市から離れた区域に彗星帝国の兵団が基地を設営している。

## スタッフ
- 企画・製作 - 西崎義展
- 原案 - 西崎義展、松本零士、舛田利雄
- 監督 - 松本零士
- アニメーションディレクター - 石黒昇
- 総作画監督 - 小泉謙三
- 美術監督 - 勝又激
- 設定協力 - 板橋克己
- 共同デザイン - スタジオぬえ
- 撮影監督 - 細野正
- 音響監督 - 佐藤敏夫
- 音楽 - 宮川泰
- 演出助手 - 広川和之
- 担当プロデューサー - 福尾元夫
- 制作担当 - 山田哲久、本田保則
- 制作 - よみうりテレビ、アカデミー製作

## 主題歌・BGM
オープニングテーマ「宇宙戦艦ヤマト」
作詞 - 阿久悠 / 作曲 - 宮川泰 / 唄 - ささきいさお、ミュージカル・アカデミー
エンディングテーマ「テレサよ永遠に」
作詞 - 阿久悠 / 作曲 - 宮川泰 / 唄 - ささきいさお、フィーリング・フリー
「テレサよ永遠に」はもともと『さらば』の挿入歌として収録されたが未使用に終わり、改めて本作のエンディングとして起用された。
BGMとしては、本作のために新規に作曲された曲はなく、ほぼ全てがストック音源からの流用である。第1作と『さらば』のBGMや、そのアレンジ・バージョンが数多く使用された。
また、本作放送中の1978年12月に発売されたインスト・アルバム『不滅の宇宙戦艦ヤマト ニュー・ディスコ・アレンジ』(MR-3162) からも3曲が使用された。このアルバムはヤマト・シリーズの楽曲を当時ほぼ独占して手がけていた日本コロムビアではなく、ポリドール・レコードから発売されたため、版権の関係で『ヤマト2』の各種サウンドトラック集のいずれにも収録されていない。しかし、日本コロムビアの「YAMATO SOUND ALMANAC」企画の一環として、2012年9月に初CD化された。

## 各話リスト
| 話数   | 放送日          | サブタイトル                | 脚本     | コンテ   | 演出   | 作画監督   |
| ------ | --------------- | --------------------------- | -------- | -------- | ------ | ---------- |
| 第1話  | 1978年 10月14日 | 2201年ヤマト帰還せよ!       | 藤川桂介 | 石黒昇   | 石黒昇 | 白土武     |
| 第2話  | 10月21日        | 彗星出現・ヤマトを改造せよ! | 館俊介   | 安彦良和 | 石黒昇 | 小泉謙三   |
| 第3話  | 10月28日        | 地球の危機に起てヤマト!     | 館俊介   | 安彦良和 | 石黒昇 | 白土武     |
| 第4話  | 11月4日         | 未知への発進!               | 藤川桂介 | 石黒昇   | 石黒昇 | 小泉謙三   |
| 第5話  | 11月11日        | 主砲全開! 目標ヤマト!!      | 藤川桂介 | 安彦良和 | 石黒昇 | 白土武     |
| 第6話  | 11月18日        | 激戦! 空間騎兵隊            | 館俊介   | 安彦良和 | 石黒昇 | 小泉謙三   |
| 第7話  | 11月25日        | 逆襲! 姿なき潜宙艦（）      | 藤川桂介 | 石黒昇   | 石黒昇 | 小泉謙三   |
| 第8話  | 12月2日         | 宇宙気流! 脱出不可能        | 藤川桂介 | 柳田正夫 | 石黒昇 | 小泉謙三   |
| 第9話  | 12月9日         | 突撃! ヤマトを爆沈せよ      | 藤川桂介 | 棚橋一徳 | 石黒昇 | 小泉謙三   |
| 第10話 | 12月16日        | 危機突破! 吠えろ波動砲      | 藤川桂介 | 小泉謙三 | 石黒昇 | 白土武     |
| 第11話 | 12月23日        | 復讐の鬼・デスラー総統      | 藤川桂介 | 柳田正夫 | 石黒昇 | 小泉謙三   |
| 第12話 | 12月30日        | ヤマト空洞惑星に死す!?      | 藤川桂介 | 安彦良和 | 石黒昇 | 小泉謙三   |
| 第13話 | 1979年 1月6日   | 猛攻! テレザート上陸作戦    | 館俊介   | 奥田誠治 | 石黒昇 | 白土武     |
| 第14話 | 1月13日         | 反撃! テレサを発見せよ      | 館俊介   | 石黒昇   | 石黒昇 | 白土武     |
| 第15話 | 1月20日         | テレサ・愛のはじまり        | 藤川桂介 | 安彦良和 | 石黒昇 | 小泉謙三   |
| 第16話 | 1月27日         | テレサ・愛と別れ            | 藤川桂介 | 安彦良和 | 石黒昇 | 小泉謙三   |
| 第17話 | 2月3日          | テレザート・宇宙に散る!     | 藤川桂介 | 安彦良和 | 石黒昇 | 白土武     |
| 第18話 | 2月10日         | 決戦・全艦戦闘開始!         | 館俊介   | 石黒昇   | 石黒昇 | 宇田川一彦 |
| 第19話 | 2月17日         | ヤマト・激突ワープ!!        | 藤川桂介 | 安彦良和 | 石黒昇 | 小泉謙三   |
| 第20話 | 2月24日         | ヤマト・奇襲に賭けろ!       | 藤川桂介 | 石黒昇   | 石黒昇 | 小泉謙三   |
| 第21話 | 3月3日          | 壮烈・土方艦長の死!         | 藤川桂介 | 石黒昇   | 石黒昇 | 宇田川一彦 |
| 第22話 | 3月10日         | ヤマト・徹底抗戦せよ!       | 藤川桂介 | 安彦良和 | 石黒昇 | 小泉謙三   |
| 第23話 | 3月17日         | 宿命の対決!                 | 藤川桂介 | 安彦良和 | 石黒昇 | 白土武     |
| 第24話 | 3月24日         | 死闘 二人の勇士!            | 藤川桂介 | 安彦良和 | 石黒昇 | 宇田川一彦 |
| 第25話 | 3月31日         | ヤマト 都市帝国攻略作戦     | 館俊介   | 白土武   | 石黒昇 | 白土武     |
| 第26話 | 4月7日          | ヤマトよ永遠（）に          | 館俊介   | 安彦良和 | 石黒昇 | -          |

## 放送局
※放送時間は1979年2月中旬 - 3月上旬時点のもの、系列は放送当時、○印は第1作から変更された放送局とする。
| 放送地域       | 放送局             | 系列                                         | 放送時間           | 備考                           |
| -------------- | ------------------ | -------------------------------------------- | ------------------ | ------------------------------ |
| 近畿広域圏     | 読売テレビ         | 日本テレビ系列                               | 土曜 19:00 - 19:30 | 制作局                         |
| 北海道         | 札幌テレビ         | 日本テレビ系列                               | 土曜 19:00 - 19:30 |                                |
| 青森県         | 青森放送           | 日本テレビ系列 テレビ朝日系列                | 土曜 19:00 - 19:30 |                                |
| 岩手県         | テレビ岩手         | 日本テレビ系列 テレビ朝日系列                | 土曜 19:00 - 19:30 |                                |
| 宮城県         | 宮城テレビ         | 日本テレビ系列                               | 土曜 19:00 - 19:30 |                                |
| 秋田県         | 秋田放送           | 日本テレビ系列                               | 土曜 19:00 - 19:30 |                                |
| 山形県         | 山形放送           | 日本テレビ系列                               | 土曜 19:00 - 19:30 |                                |
| 福島県         | 福島中央テレビ     | 日本テレビ系列 テレビ朝日系列                | 月曜 18:00 - 18:30 |                                |
| 関東広域圏     | 日本テレビ         | 日本テレビ系列                               | 土曜 19:00 - 19:30 |                                |
| 新潟県         | 新潟総合テレビ     | フジテレビ系列 日本テレビ系列 テレビ朝日系列 | 火曜 18:30 - 19:00 | 現：NST新潟総合テレビ          |
| 長野県         | 信越放送           | TBS系列                                      | 金曜 19:00 - 19:30 |                                |
| 山梨県         | 山梨放送           | 日本テレビ系列                               | 土曜 19:00 - 19:30 |                                |
| 富山県         | 北日本放送         | 日本テレビ系列                               | 土曜 19:00 - 19:30 |                                |
| 石川県         | 北陸放送           | TBS系列                                      | 木曜 19:00 - 19:30 |                                |
| 福井県         | 福井放送           | 日本テレビ系列                               | 土曜 19:00 - 19:30 |                                |
| 静岡県         | 静岡けんみんテレビ | 日本テレビ系列 テレビ朝日系列                | 土曜 19:00 - 19:30 | 現：静岡朝日テレビ             |
| 中京広域圏     | 中京テレビ         | 日本テレビ系列                               | 土曜 19:00 - 19:30 |                                |
| 島根県・鳥取県 | 日本海テレビ       | 日本テレビ系列                               | 土曜 19:00 - 19:30 |                                |
| 広島県         | 広島テレビ         | 日本テレビ系列                               | 土曜 19:00 - 19:30 |                                |
| 山口県         | 山口放送           | 日本テレビ系列 テレビ朝日系列                | 土曜 19:00 - 19:30 |                                |
| 徳島県         | 四国放送           | 日本テレビ系列                               | 日曜 18:30 - 19:00 |                                |
| 香川県         | 西日本放送         | 日本テレビ系列                               | 土曜 19:00 - 19:30 | 当時の免許エリアは香川県のみ。 |
| 愛媛県         | 南海放送           | 日本テレビ系列                               | 土曜 19:00 - 19:30 |                                |
| 高知県         | 高知放送           | 日本テレビ系列                               | 土曜 19:00 - 19:30 |                                |
| 福岡県         | 福岡放送           | 日本テレビ系列                               | 土曜 19:00 - 19:30 |                                |
| 長崎県         | 長崎放送○          | TBS系列                                      | 火曜 19:30 - 20:00 | 最終回は同時ネット             |
| 熊本県         | 熊本放送           | TBS系列                                      | 木曜 19:00 - 19:30 |                                |
| 大分県         | テレビ大分         | フジテレビ系列 日本テレビ系列 テレビ朝日系列 | 土曜 19:00 - 19:30 |                                |
| 宮崎県         | 宮崎放送○          | TBS系列                                      | 木曜 19:00 - 19:30 |                                |
| 鹿児島県       | 南日本放送○        | TBS系列                                      | 火曜 19:30 - 20:00 |                                |
| 沖縄県         | 琉球放送           | TBS系列                                      | 木曜 19:00 - 19:30 |                                |

## 総集編
『宇宙戦艦ヤマトII ヤマトよ永遠なれ!』（全96分43秒）が、1979年10月6日、日本テレビとアカデミー製作の製作で、日本テレビをキー局に放送された。ストーリー冒頭部は、太陽系外周警備に出たヤマトが第11番惑星で謎の艦隊に攻撃され、謎の通信を受けて地球へ帰還せず直接発信源へと向かう展開に変更されている。
テレザートへの航路図の新規作画カットがある。ナレーションや一部セリフなどもアフレコし直されており、音楽もテレビシリーズ本編と差し替えられた箇所がある。
『宇宙戦艦ヤマト 完結編』公開の直前、1983年1月3日に84分に短縮されてよみうりテレビで再放送された。この際、エンディングにおける製作のクレジットがよみうりテレビとウエストケープ・コーポレーションに変わっている。その後、1980年代の後半から1990年代に地方局や独立U局（テレビ神奈川など）で再放映が行われた際の尺は更に短縮された77分00秒だった。
1985年1月に日本コロムビアからビデオソフト販売（全96分43秒）にあたり、『宇宙戦艦ヤマト2 総集編』に改題され、1984年12月25日にフジテレビでタイアップを兼ねて本編90分20秒で再放送された。このバージョンは、テレビシリーズから改めて編集したもので、上述した新規カットが白色彗星の侵攻図に誤編集されている。また、製作クレジットもウエストケープ・コーポレーション1社になった。
その後、日本コロムビアのビデオマスターを使用し、1994年10月21日に松竹からビデオが、創美エンタテイメントからLDが再発売されている。
『宇宙戦艦ヤマト2 DVD MEMORIAL BOX』の映像特典版は、東北新社に残っていた再放送用の本編94分53秒のビデオマスターから製作されており、ビデオソフト版から1分50秒削られたものとなっている。

## ビデオソフト化
宇宙戦艦ヤマト2 PERFECT COLLECTION
品番：BELL-544 / 販売元：バンダイメディア事業部 / 発売日：1992年11月21日
全7枚組のLDボックス。

宇宙戦艦ヤマト2 DVD MEMORIAL BOX
品番：BCBA-0531 / 販売元：バンダイビジュアル / 発売日：2001年1月25日
全5枚組のDVDボックス。全48頁（表紙・裏表紙含む）の解説小冊子「宇宙戦艦ヤマト2 DVDメモリアルボックス 保完ファイル」が付属している。

## メディア展開

### 漫画（コミカライズ）
松本零士により、雑誌『冒険王』の78年7月号から79年12月号にかけて連載されたが、ヤマトがテレザート星へ向けてワープするところで打ち切りとなっている。もしそのまま続いていれば、特攻ではないラストになったとのことである。
- 単行本（サンデーコミックス）[注 8]
  - 第2巻、秋田書店、1979年4月30日。ISBN 978-4253063319。
  - 第3巻、秋田書店、1980年4月1日。ISBN 978-4253063326。
- 文庫本（秋田文庫）
  - 『宇宙戦艦ヤマト 1 イスカンダル遥か』秋田書店、1994年8月15日。ISBN 4-253-17017-X。前半は『宇宙戦艦ヤマト』の内容。240頁以降が本作の内容に相当する。
  - 『宇宙戦艦ヤマト 2 永遠のヤマト』秋田書店、1994年8月15日。ISBN 4-253-17018-8。